# Голубок пурпуровий
Голубок пурпуровий (Zentrygon lawrencii) — вид голубоподібних птахів родини голубових (Columbidae). Мешкає в Коста-Риці і Панамі. Вид названий на честь американського орнітолога Джорджа Ньюболда Лоуренса.

## Опис

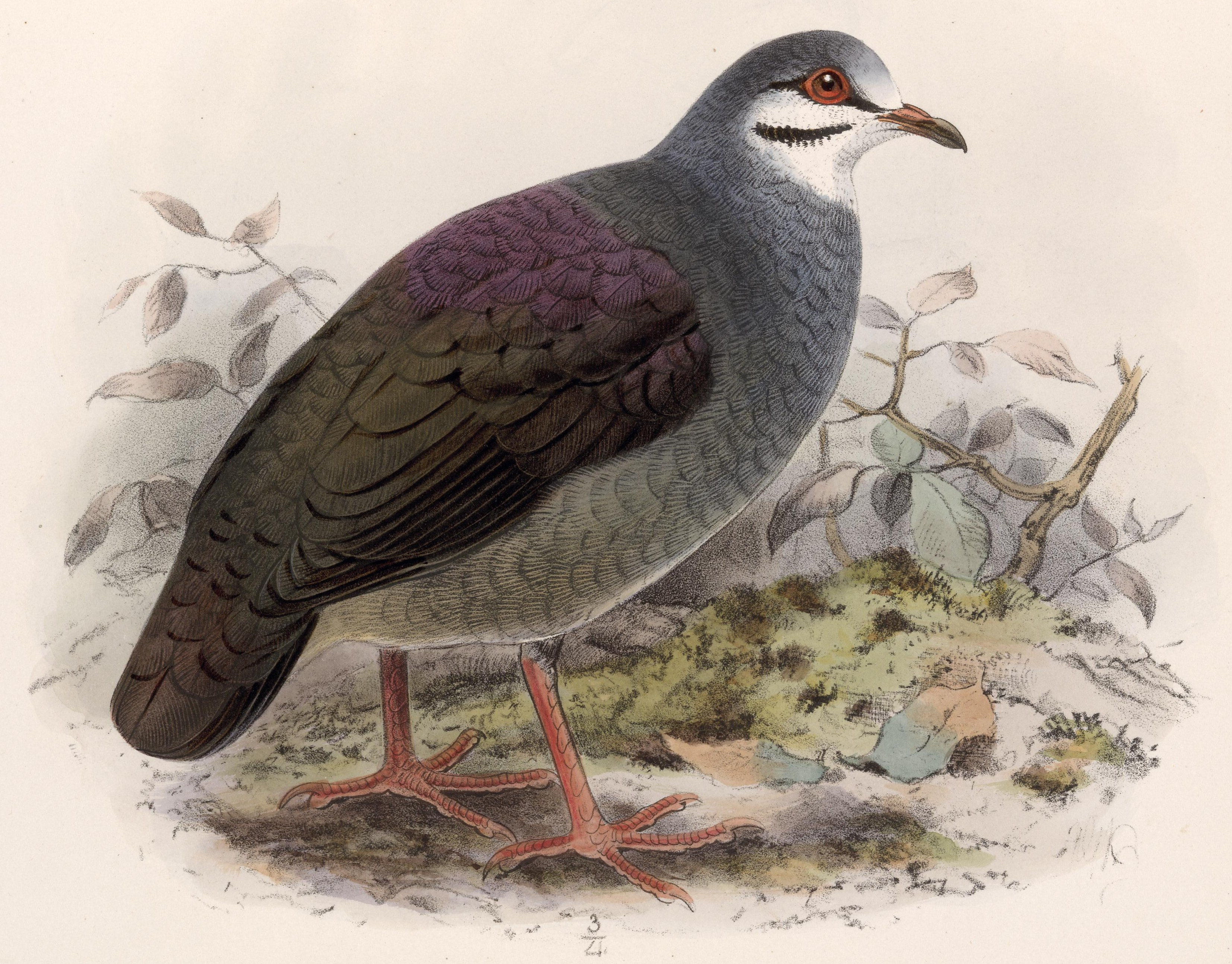
Пурпуровий голубок

Довжина птаха становить 25-27 см, вага 220 г. Виду не притаманний статевий диморфізм. Лоб сірувато-білий, тім'я, потилиця і задня частина шиї сіро-блакитнувато-зелені. Спина темно-фіолетова, решта верхньої частини тіла і крила оливково-коричневі або чорнувато-коричневі з рудуватим відтінком. Центральні стернові пера пурпурово-коричневі, крайні стернові пера чорнуваті з білими кінчиками. Обличчя і горло білі, на щоках чорні смуги, від дзьоба до очей ідуть чорні смуги. Шия і груди сірі, боки зеленуваті, центральна частина живота охриста, боки шоколадно-коричневі. Очі оранжеві або червоні, навколо очей плями голої пурпурової шкіри. Лапи пурпурові. У молодих птахів зелений і пурпуровий відтінок на верхній частині тіла відсутній, смуги на обличчі менш помітні, пера мають охристі края.

## Поширення і екологія
Пурпурові голубки мешкають в горах Коста-Рики і Панами. Вони живуть в підліску вологих гірських і рівнинних тропічних лісів. Зустрічаються поодинці або парами, на висоті від 400 до 1400 м над рівнем моря. Живляться насінням, плодами, комахами і червами, яких шукають серед опалого листя. Сезон розмноження триває з червня по жовтень. В кладці 1 яйце.